# Austria Anterior
Austria Anterior   (en alemán: Vorderösterreich, anteriormente 'die Vorlande' (pl.)), también Austria Exterior o Austria Adicional, fue el nombre colectivo de las posesiones tempranas (y posteriores) de la Casa de Habsburgo en el antiguo ducado raíz de Suabia en el sudoeste de Alemania, incluidos los territorios en la región de Alsacia al oeste de Rin  y en Vorarlberg. Se usó a partir de que los Habsburgo se establecieran en Austria. A veces el Tirol se incluye también en los territorios de la Austria Anterior.
Mientras que los territorios de Austria Anterior al oeste del Rin y al sur del lago de Constanza (excepto la propia Constanza) se perdieron gradualmente ante Francia y la Confederación Suiza, los de Suabia y Vorarlberg permanecieron bajo el control de los Habsburgo hasta el periodo napoleónico.

## Geografía

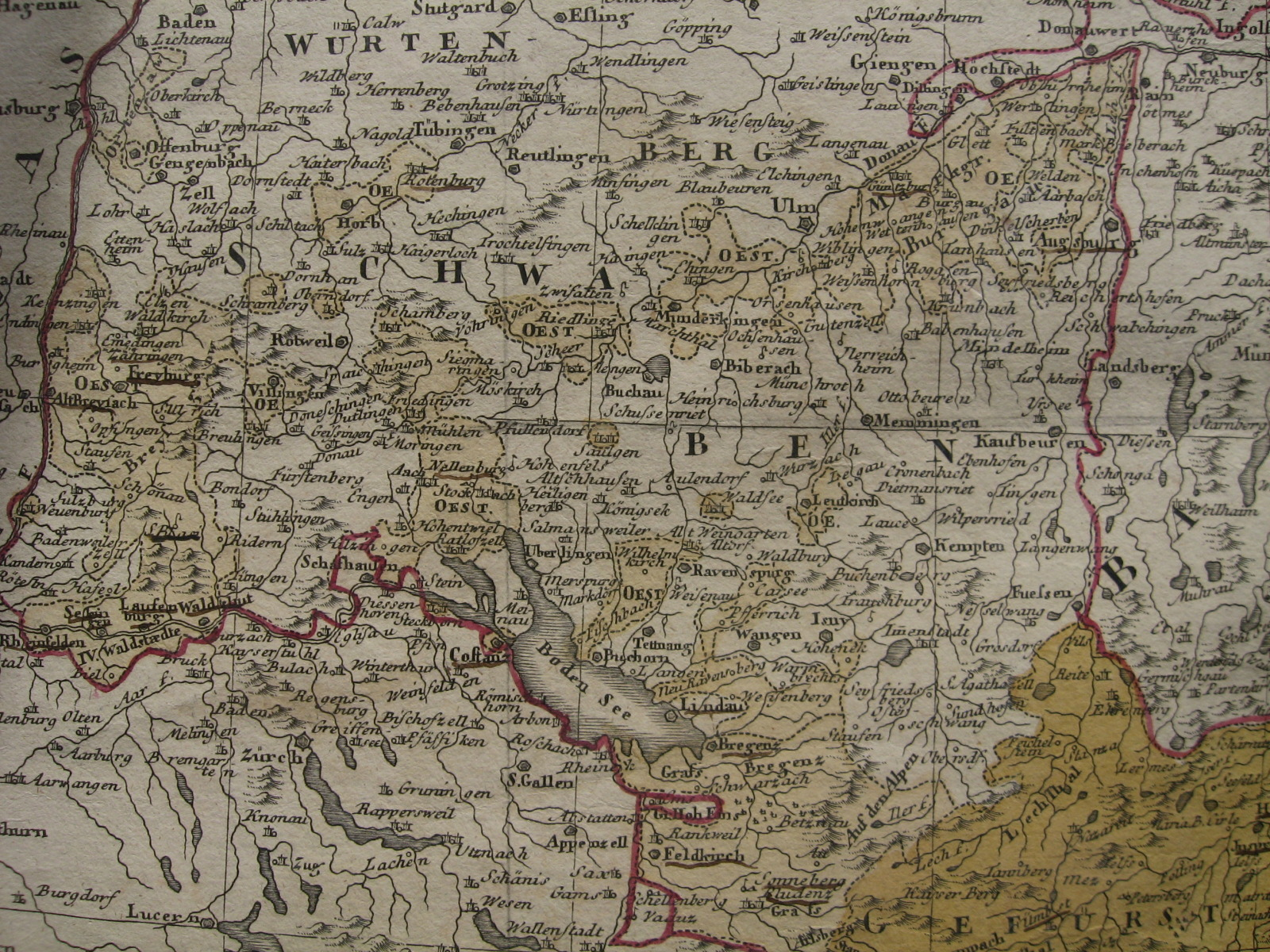
Austria Anterior (Amarillo Claro) mostrada en un mapa de 1788

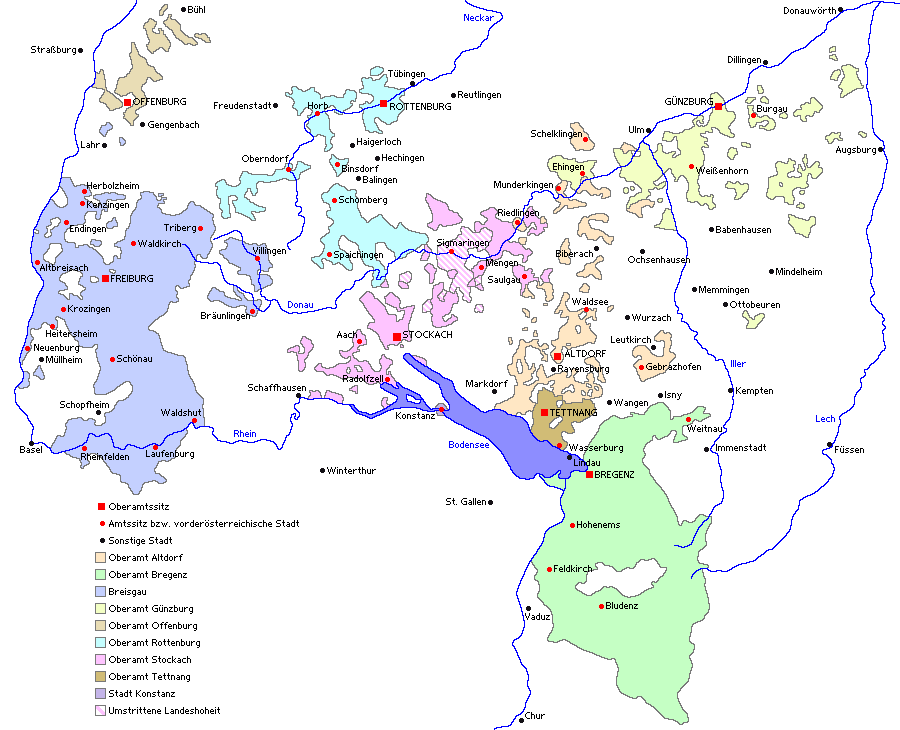
Austria Anterior, tras la pérdida de las posesiones en Alsacia en 1648

La Austria Anterior comprendía principalmente el territorio del Sundgau con la ciudad de Belfort en la Alsacia meridional  y la adyacente región de Brisgovia al este del Rin, incluyendo  Friburgo de Brisgovia después 1368 y Breisach. También gobernados desde la residencia de los Habsburgo en Ensisheim, había numerosos territorios dispersos desde la Alta Suabia hasta la región de Allgovia, en el este, siendo el más grande el margravatio de Burgau (Buttenwiesen, Ellzee, Gunzburgo y Holzheim) entre las ciudades de Augsburgo y Ulm. Algunos territorios de Vorarlberg que pertenecían a los Habsburgo, estaban también considerados parte de Austria Anterior, aunque fueron temporalmente administrados directamente por el condado del Tirol. Durante la monarquía de los Habsburgo se les llamaba humorísticamente las «plumas de la cola del águila imperial».

## Historia

Escudo de Armas de Austria Anterior

Las tierras originarias de los Habsburgo, la Argovia y la mayor parte de las posesiones originales de esta Casa al sur del Rin y el lago de Constanza, se perdieron en el siglo XIV ante la expansión de la Antigua Confederación Suiza tras las batallas de Morgarten (1315) y Sempach (1386), y nunca volvieron a considerarse parte de la Austria Anterior, excepto el Fricktal (Distrito de Laufenburg y Distrito de Rheinfelden), que siguió siendo propiedad de los Habsburgo hasta 1797 cuando fue ocupado por Napoleón. Además de la pequeña villa de Büsingen am Hochrhein  anexionada en 1805 al Electorado de Wurtemberg.
En el Tratado de Westfalia de 1648, el Sundgau pasó a ser parte de Francia, y en el siglo XVIII los Habsburgo adquirieron algunos territorios menores en el sur de Alemania, como Wasserburg en 1755 y Tettnang en 1779. En la reorganización del Sacro Imperio Romano Germánico, la mayor parte de Austria Anterior, incluyendo Brisgovia, fue cedida en compensación al antiguo Duque de Módena, cuyo heredero era el Archiduque Fernando, el tío del emperador Francisco II. En la paz de Presburgo de 1805, la Austria Anterior se disolvió por completo y los antiguos territorios de los Habsburgo se asignaron a Baviera, Baden y Wurtemberg. El Fricktal pasó a ser parte de la República Helvética en 1802.

El escudo de Austria Anterior figura arriba a la derecha en el gran escudo de armas de Baden-Wurtemberg

## Gobernantes Habsburgos

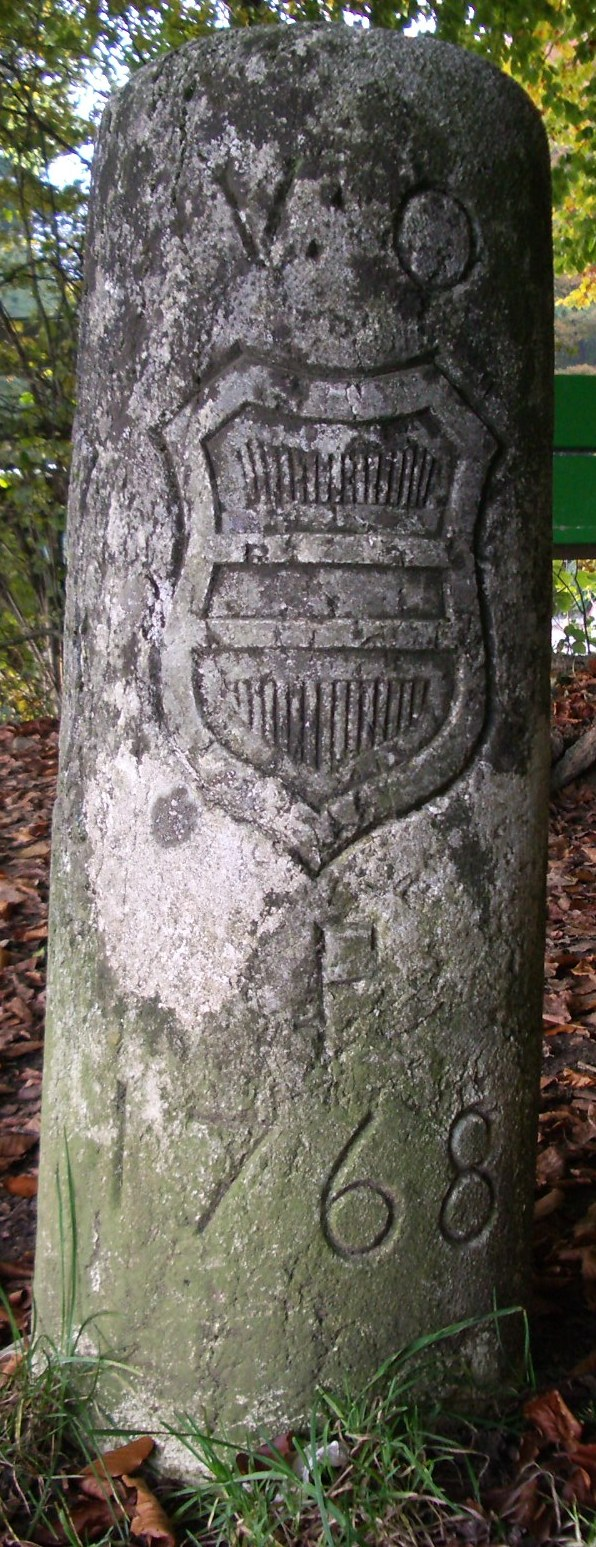
Mojón fronterizo de piedra de 1768 con el escudo de armas austriaco y "Vorderösterreich" (VO) en Salhöhe, Suiza.

Políticamente, la Austria Anterior fue controlada por los (archi)duques de Austria a partir de 1278. Tras el Tratado de Neuberg de 1379, junto con Carintia, Estiria, Carniola y Tirol recayeron en la línea leopoldina: 
- 1365-1386: Leopoldo III;
- 1386-1406: Guillermo, hijo del anterior;

Más tarde dividida en Austria Interior propia (Estiria, Carintia y Carniola) y la Alta Austria (Tirol y Austria Anterior), que fue gobernado por la conocida como línea tirolesa:
- 1406-1439: Federico IV, hermano menor de Guillermo, (regente en Austria Anterior desde 1402);
- 1439-1446: Federico V, sobrino de Guillermo, gobernante de  Austria Interior (regente);
- 1446-1490: Segismundo, hijo de Federico IV;

En 1490 todas las posesiones de los Habsburgo se reunificaron bajo el gobierno de Federico V, emperador del Sacro Imperio Romano desde 1452. Tras la muerte del Emperador Fernando I de Habsburgo en 1564, Austria de nuevo se dividió, correspondiéndole a su segundo hijo heredar Austria y el Tirol:    
- 1564-1595: Fernando II; a su muerte, sus territorios pasaron al archiduque de Austria Rodolfo V (emperador, 1576-1612).

- 1612-1618: Maximiliano III, como gobernador;
- 1619-1623: Leopoldo V, como gobernador;

A Rodolfo lo sucedió como gobernante de Austria Matias (1608-1619, y como emperador electo, 1612-1619). A su muerte en 1619 las tierras hereditarias de los Habsburgo (Austria, Austria Anterior y Tirol) se reunificaron bajo el gobierno del archiduque  Fernando III (Fernando II como emperador). Cedió Austria Anterior a su hermano menor:
- 1623-1632: Leopoldo V;
- 1632-1662: Fernando Carlos, hijo del anterior;

- 1632-1646: bajo la tutela de su madre  Claudia de Medici;

- 1662-1665: Segismundo Francisco, hermano del anterior;

En 1665, las tierras de los Habsburgo fueron finalmente re-unificadas bajo el gobierno del emperador Leopoldo I.